# Святая лавра
Святая лавра (греч. Αγία Λαύρα Καλαβρύτων, Айя Лавра, Агия-Лавра, Калавритская лавра) — греческий православный мужской монастырь, находящийся в 5 км от города Калаврита в Греции. Посвящён Успению Божией Матери. Основан у подножья горы Велья в 961 году, на нынешнем месте – около 1689 года. Один из древнейших монастырей Пелопоннеса, представляющий собой также символ зарождения современной независимой Греции.

## История

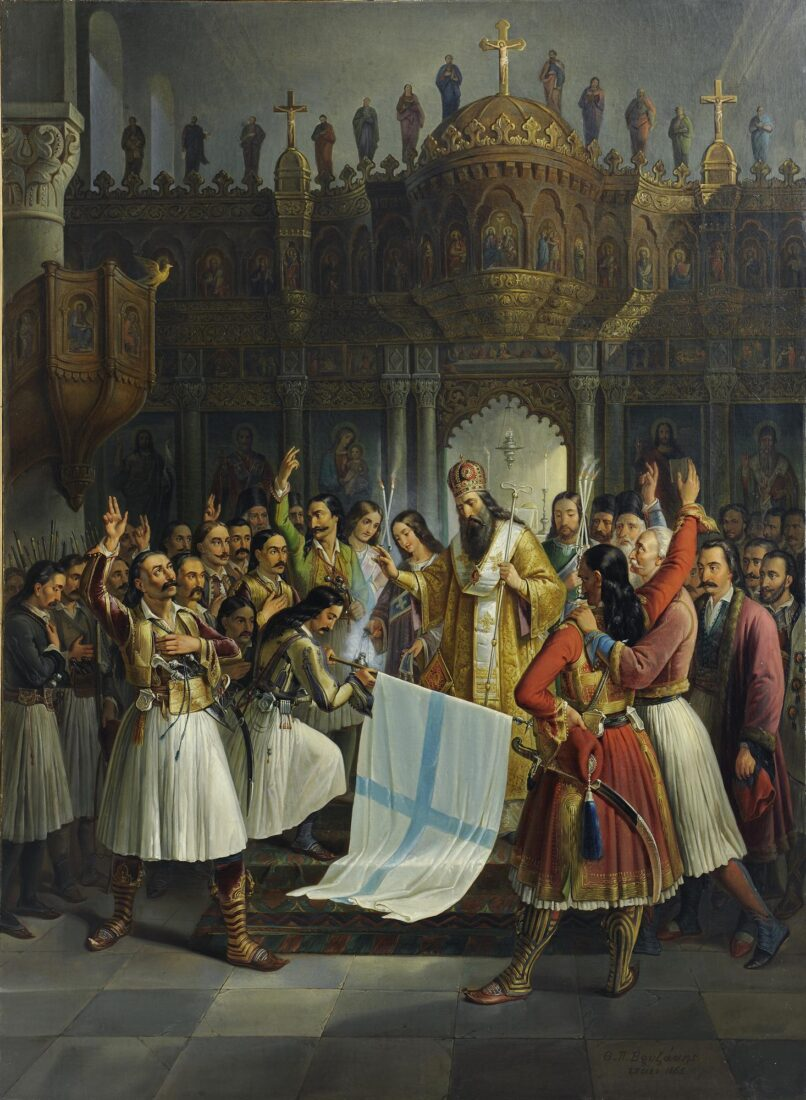
Митрополит Герман благословляет знамя восставших в монастыре Святая Лавра. Теодорос Вризакис

Монастырь Святая Лавра около Калавриты основан в 961 году и находился примерно на 300 метров выше нынешнего монастыря. В 1585 сожжен дотла турками. В 1600 году монастырь был восстановлен, а фресковая роспись закончена в 1645 мастером Анфимом. В 1689 году монастырь был построен на нынешнем месте при настоятеле Евгениосе. Монастырь претерпел большие испытания в 1715 году, в 1826 был сожжен войском Ибрагим-паши. В 1828 году был отстроен заново и возведен собор типа базилики с куполом, но в 1844 году он был разрушен землетрясением. В 1850 году после возрождения независимой Греции монастырь был возведен заново.
14 декабря 1943 монастырь сожгли немецкие войска 117 ударной дивизии, которые накануне, 13 декабря, расстреляли 1200 жителей Калавриты и полностью разрушили сам город. В 1950 году Святая Лавра была отстроена в современном виде.
Всемирно известным монастырь стал в период Греческой национально-освободительной войны. Именно здесь 20 марта 1821 митрополит Герман Патрский провозгласил начало восстания. Здесь впервые, 25 марта 1821 года, перед хоругвью с изображением Успения Пресвятой Богородицы прозвучал знаменитый лозунг греческих революционеров «Элефтерия и танатос» (Свобода или смерть), что ознаменовало начало восстания против Османской империи, и греки вознесли молитву к Богу о благополучном исходе восстания. В тот же день митрополит Герман Патрский принял присягу пелопоннесских повстанцев и поднял революционный флаг, как показано на холсте Теодороса Вризакиса.

## Современность
Сейчас на территории монастыря действует исторический музей, в котором хранится Священная хоругвь XVI века, перед которой повстанцы в марте 1821 года принесли присягу верности. Эта хоругвь с изображением Успения Пресвятой Богородицы являлась завесой Царских врат. Также в музее находятся облачения митрополита Германа, документы, книги, иконы, Евангелие, подаренное российской императрицей Екатериной II, а также сакральные реликвии. Среди последних – честная глава преподобного Алексия, человека Божия, подаренные монастырю византийским императором Мануилом Палеологом в 1398 году и честная глава праведного Филарета Милостивого.
На холме напротив монастыря установлен памятник героям революции 1821 года.